# 鹽梅公路
盐梅公路是深圳市内一条东西走向的道路。
盐梅公路西接盐葵路、海鲜街，东至深葵公路。

## 交汇道路
- 盐葵路、海鲜街（起点）
- 环梅路
- 盐坝高速公路
- 深葵公路（终点）

## 沿途地铁站
- 大梅沙站
- 小梅沙站

## 沿途公交车站
- 海关盐田基地站
- 中兴发展站
- 梅沙街道办站
- 小梅沙站
- 海洋世界站
- 海关小梅沙基地站
- 华侨墓园西站
- 华侨墓园站
- 背仔角检查站
- 背角仔检查站

## 沿途主要建筑
- 海洋世界
- 大梅沙
- 小梅沙